# Hans van Breukelen
Johannes Franciscus (Hans) van Breukelen (Utrecht, 4 oktober 1956) is een voormalig Nederlands voetballer die speelde als doelman. Hij kwam van 1976 tot en met 1994 uit voor achtereenvolgens FC Utrecht, Nottingham Forest en PSV. Hij speelde 73 keer voor het Nederlands voetbalelftal. Van Breukelen won met PSV zes keer het Nederlands landskampioenschap en in het seizoen 1987/88 de Europacup I. Met het Nederlands elftal werd hij in 1988 Europees kampioen, precies een maand nadat hij de Europacup I veroverde met PSV.
Na zijn loopbaan als speler werd Van Breukelen onder meer actief in bestuurlijke functies binnen de voetbalwereld. Hij werd per 1 juli 2016 voor drie jaar aangesteld als technisch directeur van de Koninklijke Nederlandse Voetbalbond (KNVB).

## Carrière
Van Breukelen kwam via jeugdclub BVC (Biltse Voetbal Club) bij FC Utrecht terecht. In het seizoen 1976/77 debuteerde hij in het eerste elftal. In het najaar van 1982 verhuisde hij naar het Engelse Nottingham Forest, waar hij twee seizoenen speelde.
In 1984 keerde Van Breukelen terug naar Nederland, waar hij een contract tekende bij PSV. Het was het begin van een bijzonder succesvolle periode in de carrière van Van Breukelen. Met PSV won hij zes landskampioenschappen, drie KNVB bekers, een Nederlandse Supercup en in seizoen 1987/88 - als hoogtepunt - de Europacup I. De finale van de Europacup I werd uiteindelijk beslist met strafschoppen. Van Breukelen stopte de beslissende strafschop die werd genomen door Veloso (Benfica). Toen Edwin van der Sar in 2008 doelman van Manchester United was en in de UEFA Champions League-finale de beslissende strafschop stopte, sprak hij van zijn "Hans van Breukelen-moment".
Daarnaast was hij een van de belangrijkste spelers van het Nederlands voetbalelftal dat in 1988 Europees kampioen werd in West-Duitsland. Hij speelde een belangrijke rol door in de finale een strafschop te stoppen. Door de beslissende momenten waarop Van Breukelen strafschoppen stopte, werd hij bekend als een strafschoppenspecialist. Dit kwam volgens hem door het "boekje van Reker". Voormalig PSV-trainer en later algemeen directeur van PSV Jan Reker hield een boekje bij waarin hij opschreef in welke hoek tegenstanders van PSV en Oranje graag hun strafschop schoten.

## Statistieken
| seizoen | club              | competitie                     | wedstrijden | doelpunten |
| ------- | ----------------- | ------------------------------ | ----------- | ---------- |
| 1976/77 | FC Utrecht        | Eredivisie                     | 1           | 0          |
| 1977/78 | FC Utrecht        | Eredivisie                     | 6           | 0          |
| 1978/79 | FC Utrecht        | Eredivisie                     | 27          | 0          |
| 1979/80 | FC Utrecht        | Eredivisie                     | 34          | 0          |
| 1980/81 | FC Utrecht        | Eredivisie                     | 34          | 0          |
| 1981/82 | FC Utrecht        | Eredivisie                     | 33          | 0          |
| 1982/83 | FC Utrecht        | Eredivisie                     | 2           | 0          |
| 1982/83 | Nottingham Forest | Football League First Division | 25          | 0          |
| 1983/84 | Nottingham Forest | Football League First Division | 36          | 0          |
| 1984/85 | PSV               | Eredivisie                     | 32          | 0          |
| 1985/86 | PSV               | Eredivisie                     | 34          | 0          |
| 1986/87 | PSV               | Eredivisie                     | 33          | 0          |
| 1987/88 | PSV               | Eredivisie                     | 33          | 0          |
| 1988/89 | PSV               | Eredivisie                     | 22          | 0          |
| 1989/90 | PSV               | Eredivisie                     | 32          | 0          |
| 1990/91 | PSV               | Eredivisie                     | 32          | 0          |
| 1991/92 | PSV               | Eredivisie                     | 32          | 0          |
| 1992/93 | PSV               | Eredivisie                     | 26          | 0          |
| 1993/94 | PSV               | Eredivisie                     | 33          | 0          |
|         |                   | Totaal                         | 507         | 0          |

- Nederland: 73 interlands, 0 doelpunten.

## Na zijn actieve voetballoopbaan
In 1996 weigerde hij de functie van directeur algemene zaken bij FC Twente en per 8 juli 1997 werd hij voor drie jaar aangesteld als directeur technische zaken van FC Utrecht. Daar vertrok hij per 1 augustus 2000. Op 1 juli 2010 werd hij lid van de raad van commissarissen van PSV. Van Breukelen was verder zelfstandig ondernemer bij HvB Management en directeur van Sports&Technology. Hij schreef boeken over voetbal en gaf managementstrainingen. In de eerste helft van 2016 reisde Van Breukelen enkele maanden door het land met een theatershow over het Europees kampioenschap voetbal van 1988.
De KNVB benoemde hem per 1 juli 2016 tot technisch directeur bij de voetbalbond. Van Breukelen ondertekende een overeenkomst voor drie jaar. Hierbij kreeg hij alle onderdelen van de voetbaltechnische kant van de bond in zijn portefeuille, onder meer de uitvoering van het rapport Winnaars van Morgen waar hij zelf aan meewerkte. Zijn functie bij PSV legde hij hiervoor per 1 juli dat jaar neer. Als technisch directeur kreeg hij al snel te maken met het voortijdige vertrek van Dick Advocaat en Marco van Basten als assistent-trainers van het Nederlands elftal en het niet doorgaan van de beoogde aanstelling van Ruud Gullit als vervanger van Advocaat. Gullit verweet Van Breukelen dat hij hem tijdens de sollicitatieprocedure niet had ingelicht over het vertrek van Van Basten. Het was een van de redenen waarom Gullit naar eigen zeggen afzag van de functie van tweede assistent-trainer. Een andere was dat Gullit bij een verbeterde aanbieding elders de mogelijkheid wilde krijgen om zijn contract in te leveren. Van Breukelen wenste echter niet opnieuw een situatie als bij Advocaat en Van Basten en weigerde daaraan te voldoen.
Op 20 juni 2017 gaf de KNVB aan dat Van Breukelen op 1 augustus op eigen verzoek stopt als technisch directeur bij de nationale voetbalbond.
PSV benoemde Van Breukelen in oktober 2016 tot lid van verdienste.
In 2022 heeft Hans van Breukelen een kleine rol verkregen in het achtste seizoen van de televisie show Even tot hier. 
In 2023 deed Van Breukelen mee aan het televisieprogramma The Masked Singer, als de discobol. Hij viel af na één optreden. Zijn pak was voor zijn optreden ook gebruikt in de Duitse versie van de Masked singer. 

## Erelijst
Als speler
 PSV
- Europacup I:  1987/88
- Eredivisie: 1985/86, 1986/87, 1987/88, 1988/89, 1990/91, 1991/92
- KNVB beker: 1987/88, 1988/89, 1989/90
- Nederlandse Supercup: 1992

 Nederland
- UEFA EK: 1988

Individueel
- Nederlands keeper van het jaar: 1987, 1988, 1991, 1992
- UEFA Europees Kampioenschap Team van het Toernooi: 1988
- Wereldkeeper van het jaar: Zilveren Bal 1988
- Wereldkeeper van het jaar: Bronzen Bal 1992